# Giuseppina Di Bari
Giuseppina Di Bari (Bari, 17 giugno 1987) è una calciatrice italiana, portiere dell'Apulia Trani.

## Palmarès

### Club
- Campionato italiano di Serie B: 2

Pink Sport Time: 2009-2010 (terzo livello), 2013-2014 (secondo livello)